# Apionsoma immunitum
Apionsoma immunitum är en stjärnmaskart som först beskrevs av Sluiter 1902.  Apionsoma immunitum ingår i släktet Apionsoma och familjen Phascolosomatidae. Inga underarter finns listade i Catalogue of Life.